# St. Johannis (Glesien)

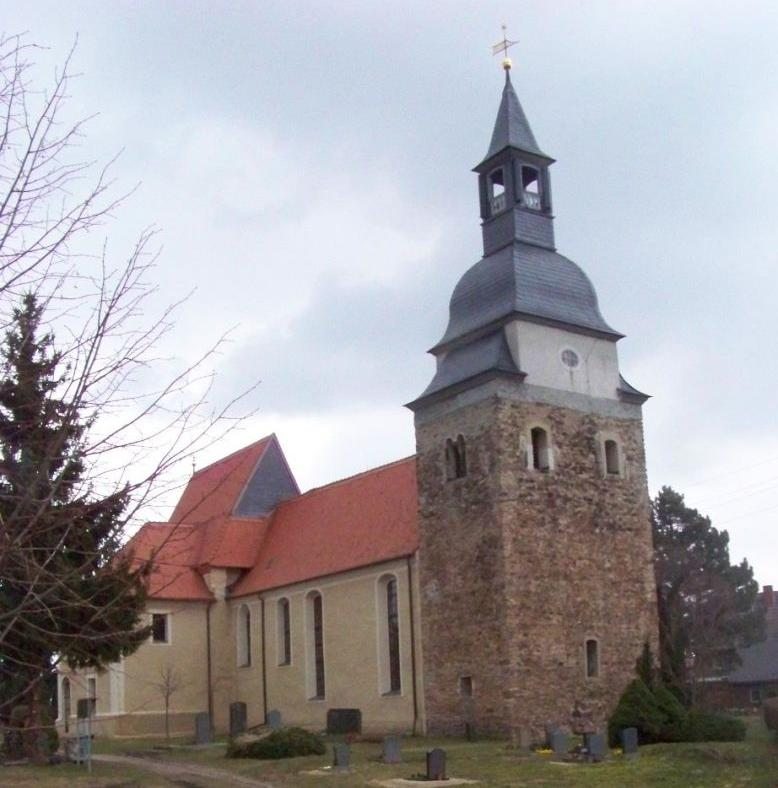
St. Johannis in Glesien

Die evangelische Kirche St. Johannis ist eine romanische Saalkirche im Ortsteil Glesien von Schkeuditz im Landkreis Nordsachsen in Sachsen. Sie gehört zum Pfarrbereich Zschortau im Kirchenkreis Torgau-Delitzsch der Evangelischen Kirche in Mitteldeutschland und kann in der Regel nicht besichtigt werden.

## Geschichte und Architektur
Die Kirche ist eine stattliche romanische Saalkirche mit gleich breitem Querwestturm und barockem Turmaufsatz. Im Jahr 1519 wurden der Chor (nach einer Inschrift am östlichen Strebepfeiler) sowie an der Südseite eine Kapelle angebaut, welche damit den Eindruck eines Querwestturms hervorruft, ähnlich der Stadtkirche in Delitzsch. Daneben befindet sich ein weiterer Anbau mit Renaissancegiebel aus der zweiten Hälfte des 16. Jahrhunderts. Restaurierungen wurden 1852 (Anbauten) sowie 1991 und 1997 (am Dachtragwerk) vorgenommen.
Das Bauwerk ist ein mit Backstein verzwickter Bruchsteinbau mit an der Nordfassade erhaltenem Ritzputz. Der dreiseitig geschlossene Chor, der den Saal hoch überragt, weist Strebepfeiler auf. Am Chor sind Spitzbogenfenster mit korbbogigen Gewänden eingelassen, am Saal Korbbogenfenster. Der Turm zeigt gekuppelte Schallöffnungen auf Sandsteinsäulen mit gestreckten Würfelkapitellen und hohen Kämpfern mit teils figürlichem Schmuck auf. Im Süden befindet sich ein querhausartiger, polygonaler Kapellenanbau, in dessen Westwand ein Spitzbogenportal aus Porphyr mit Stabwerkrahmung eingebaut ist. Im Norden befindet sich die Sakristei mit Patronatsloge.
Innen ist die Saalkirche flachgedeckt und vom Turmuntergeschoss und Chor jeweils durch einen weiten Spitzbogen geschieden. Der Chor ist mit figuriertem Netzgewölben geschlossen, dessen Rippenanfänger mit Wappen geschmückt sind. Im Norden und Süden sind zweigeschossige Holzemporen eingebaut, die zweigeschossige Westempore ist vorkragend mit Dockenbrüstung aus der ersten Hälfte des 18. Jahrhunderts gestaltet. In der Kapelle sind Netzgewölbe eingebaut, dessen Rippen farbig gefasst sind. An der Westwand ist eine eingeschossige Holzempore aus der zweiten Hälfte des 16. Jahrhunderts eingebaut, deren gekehlter Brüstungsbalken von gedrehtem Tau eingefasst ist. Die spitzbogige Sakristeitür ist mit Beschlagwerk mit Rosettendekor aus der Zeit um 1520 geschmückt. Im ersten Chorjoch ist die Patronatsloge von 1737 eingebaut. Im Chor ist eine farbig gefasste, mit Fialen und Kreuzblumen bekrönte Sakramentsnische aus Sandstein aus der Zeit um 1519 eingelassen.

## Ausstattung
Das Hauptstück der Ausstattung ist ein barocker, fragiler Altar aus Holz von 1679, der aus einem Architekturaufbau mit vier Palmensäulen und seitlichen Abendmahlsdurchgängen besteht. In der Predella ist ein Gemälde mit der Darstellung des Abendmahls, im Zentrum eine freiplastische Darstellung von Christus im Ölberg mit den schlafenden Jüngern. Seitlich sind zwei weibliche allegorische Figuren angeordnet, die vermutlich das Sakrament und das Wort Gottes darstellen, im Aufsatz der Gottvater mit der Weltkugel. Als Schmuck dienen Girlanden- und Blattdekorationen, Engel mit den Arma Christi und Putten mit weiteren christlichen Symbolen.
Die farbig gefasste Kanzel aus Sandstein wird von einem Paradiesbaum mit einer Darstellung des Sündenfalls getragen. An der Kanzelbrüstung sind Reliefs von Christus und den Evangelisten, an der Treppe eine schlichte Stiftertafel mit der Jahreszahl 1679 angebracht. Die klassizistische Marmortaufe stammt aus der Zeit um 1850.
Die Orgel ist ein Werk von Wilhelm Rühlmann aus den Jahren 1901/02, der Prospekt mit Akanthus- und Bandelwerk stammt von der Vorgängerorgel von Johann Scheibe aus dem Jahr 1718.
An der nördlichen Saalwand erinnert ein Sandsteinepitaph an Helena von Obschelwitz († 1697) mit schilf- und akanthusgerahmten Inschriften und Wappenreliefs in den Zwickeln, darüber ist ein farbig gefasstes Holzepitaph für Ludwig Christian Wuthenau († 1717) mit reicher Draperierahmung und Totenkopfdarstellung, bekrönt von einer Vase und Wappen, angebracht. In der Südkapelle sind zwei lebensgroße ganzfigurige Pfarrerbildnisse († 1705 und 1727) aufbewahrt.